# Freyberger
Freyberger ist ein deutscher Familienname.

## Herkunft und Bedeutung
Freyberger ist ein Herkunftsname für diejenigen, die aus einem Ort namens Freiberg oder Freyberg stammen.

## Varianten
- Freiberg, Freibergs, Freyberg, Freiberger

## Namensträger
- Bert Freyberger (* 1966), deutscher Historiker und Pädagoge
- Carl Colsman-Freyberger (1898–1983), deutscher Politiker (CDU), MdL
- Georg Freyberger (Buchbinder) († 1593), Buchbinder in Würzburg und Hofbuchbinder des Fürstbischofs Julius Echter von Mespelbrunn
- Harald J. Freyberger (1957–2018), deutscher Arzt für Psychiatrie und Psychotherapie
- Klaus S. Freyberger (* 1948), deutscher Klassischer Archäologe
- Ludwig Freyberger (1865–1934), österreichischer Arzt und Pathologe
- Manfred Freyberger (1930–1980), österreichischer Filmschauspieler
- Nikolaus Freyberger (1865–1944), österreichischer Landespolitiker
- Peter Freyberger (1922–2009), österreichischer Mediziner und Hochschullehrer